# Estado de Siria (1925-1930)
El Estado de Siria fue un estado de mandato francés creado por decreto del 5 de diciembre de 1924, con efecto a partir del 1 de enero de 1925, de la unión del estado de Alepo y el estado de Damasco. Fue el sucesor de la Federación Siria, que se creó al proporcionar una asamblea central para el estado de Alepo, el estado de Damasco y el Estado alauita. El Estado alauita no se unió al Estado de Siria.

## Antecedentes
En 1920, un Independiente Reino Árabe de Siria bajo el rey Fáysal de la familia hachemita, que más tarde se convirtió en el rey de Irak. Sin embargo, su gobierno sobre Siria terminó después de solo unos meses, luego del enfrentamiento entre sus fuerzas árabes sirias y las fuerzas regulares francesas en la Batalla de Maysalun. Las tropas francesas ocuparon Siria más tarde ese año después de que la Sociedad de Naciones puso a Siria bajo mandato francés.

## Historia de Siria bajo mandato

### Administración civil inicial
Tras la conferencia de San Remo y la derrota de la efímera monarquía del rey Fáysal en Siria en la batalla de Maysalun, el general francés Henri Gouraud estableció la administración civil en el territorio. La región del mandato se subdividió en seis estados. El dibujo de esos estados se basó en parte en la composición sectaria sobre el terreno en Siria. Sin embargo, casi todas las sectas sirias fueron hostiles al mandato francés y a la división que creó.
La población principalmente sunita de Alepo y Damasco se opuso firmemente a la división de Siria.

### Federación Siria (1922-1924)

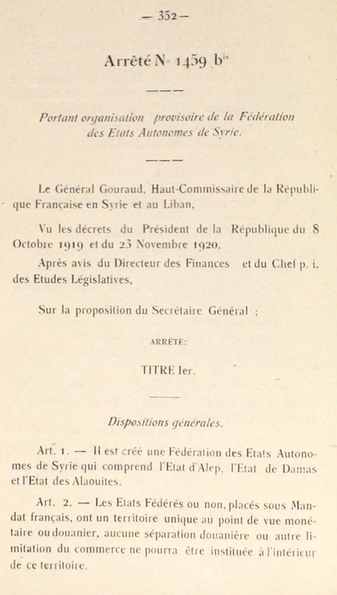
Arrete No. 1459, que creó la Federación de los Estados Autónomos de Siria, el 28 de junio de 1922.

Mapa que muestra los estados del mandato francés de 1921 a 1922.

El 28 de junio de 1922, se creó la Federación Siria entre tres de los estados: el estado de Damasco, el estado de Alepo y el Estado alauita. Jabal Druze y el Gran Líbano no formaban parte de esta federación. El Sanjak autónomo de Alexandretta se añadió al estado de Alepo en 1923. La Federación adoptó una nueva bandera federal (verde-blanco-verde con cantón francés), que más tarde se convirtió en la bandera del estado de Siria.

### Estado de Siria

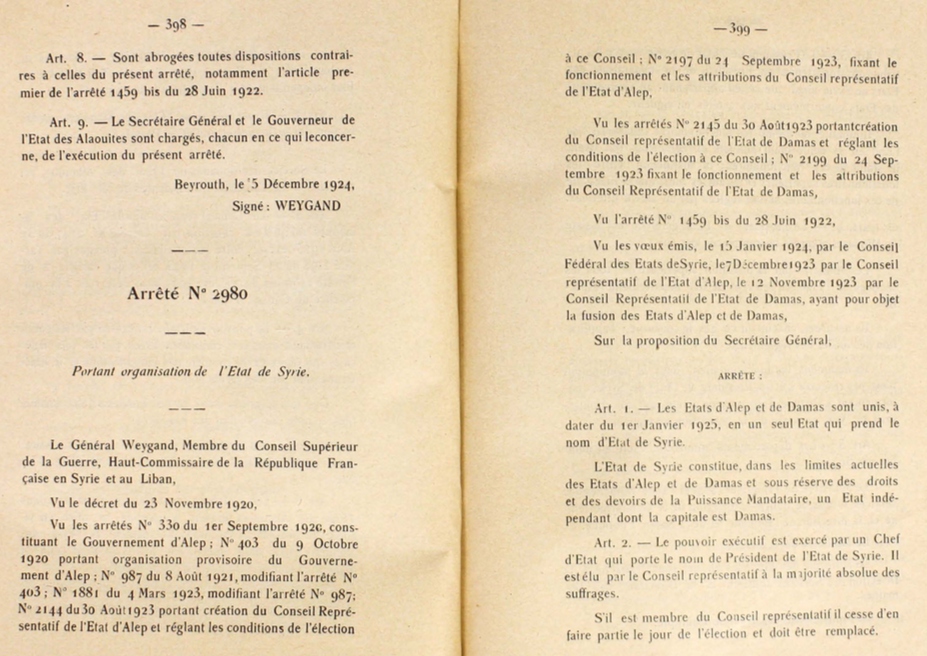
Arrete No 2980, que creó el Estado de Siria, el 5 de diciembre de 1924.

El estado alauí se separó de la federación en 1924. Los estados de Alepo y Damasco se unieron en el estado de Siria, con efecto el 1 de enero de 1925.

### Gran Revuelta Siria
En 1925, la resistencia siria al dominio colonial francés estalló en una revuelta a gran escala, dirigida por el sultán Pasha Al-Atrash.
La revuelta estalló en Jabal Druze pero se extendió rápidamente a otros estados sirios y se convirtió en una rebelión general en Siria. Francia intentó tomar represalias haciendo que el parlamento de Alepo declarara la secesión de la unión con Damasco, pero la votación fue frustrada por los patriotas sirios.
A pesar de los intentos franceses de mantener el control alentando las divisiones sectarias y aislando las zonas urbanas y rurales, la revuelta se extendió desde el campo y unió a drusos sirios, sunitas, chiitas, alauitas y cristianos. Una vez que las fuerzas rebeldes sitiaron Damasco, el ejército francés respondió con brutales técnicas de contrainsurgencia que prefiguraron las que se utilizarían más tarde en Argelia e Indochina. Estas técnicas incluyeron demoliciones de viviendas, castigos colectivos de pueblos, ejecuciones, traslados de población y el uso de armaduras pesadas en barrios urbanos. La revuelta fue finalmente sometida en 1926-27 a través del bombardeo aéreo francés de áreas civiles, incluida Damasco.

### República Siria
El 14 de mayo de 1930, el Estado de Siria fue declarado como la República Siria y se redactó una nueva constitución.

## Gobierno
Si bien el Estado disfrutaba de un cierto grado de autonomía como Mandato, Francia ejercía una autoridad significativa sobre el gobierno. La revuelta que comenzó en Jabal Druze llevó a Francia a aflojar su control sobre Siria y se redactó una constitución, pero no fue ratificada por la Cámara de Deberes francesa, y la llegada de la Segunda Guerra Mundial detuvo cualquier progreso en la autodeterminación siria.

### Educación
Bajo la administración francesa, la Universidad de Damasco, conocida entonces como Universidad Siria, fue establecida en 1923, enseñando en árabe. Fue la primera universidad fundada en Siria, que se estableció mediante la fusión de la Facultad de Medicina y el Instituto de Derecho, fundados en 1903 y 1913 respectivamente durante la era otomana.